# Symbolanthus vasculosus
Symbolanthus vasculosus là một loài thực vật có hoa trong họ Long đởm. Loài này được (Griseb.) Gilg miêu tả khoa học đầu tiên năm 1895.